# Astreopora
Astreopora is een geslacht van koralen uit de klasse van de Anthozoa (bloemdieren).

## Soorten
- Astreopora acroporina Wallace, Turak & DeVantier, 2011
- Astreopora cenderawasih Wallace, Turak & DeVantier, 2011
- Astreopora cucullata Lamberts, 1980
- Astreopora expansa (Brüggemann, 1877)
- Astreopora explanata Veron, 1985
- Astreopora gracilis Bernard, 1896
- Astreopora incrustans Bernard, 1896
- Astreopora lambertsi Moll & Best, 1984
- Astreopora listeri Bernard, 1896
- Astreopora macrostoma Veron & Wallace, 1984
- Astreopora monteporina Wallace, Turak & DeVantier, 2011
- Astreopora moretonensis Veron & Wallace, 1984
- Astreopora myriophthalma (Lamarck, 1816)
- Astreopora ocellata Bernard, 1896
- Astreopora randalli Lamberts, 1980
- Astreopora scabra Lamberts, 1982
- Astreopora suggesta Wells, 1954